# Gerardus Heymans
‎
Gerardus Heymans, nizozemski filozof, psiholog in pedagog, * 17. april 1857, Ferwerderadiel, Nizozemska, † 18. februar 1930 Groningen, Nizozemska.
Med letoma 1890 in 1927 je bil profesor na Univerzi v Groningenu.
Njegov najbolj znani učenec je bil Johannes Jacobus Poortman.